# Berylliumselenid
Berylliumselenid ist eine anorganische chemische Verbindung des Berylliums aus der Gruppe der Selenide.

## Gewinnung und Darstellung
Berylliumselenid kann durch Reaktion von Beryllium mit Selen bei 1100 °C im Wasserstoffstrom gewonnen werden.
{\displaystyle {\ce {Be + Se -> BeSe}}}

## Eigenschaften
Berylliumselenid liegt als sehr spröde graue kristalline Masse vor, die löslich in Wasser ist. Die Lösung färbt sich rötlich durch die Bildung von Selen. Berylliumselenid kristallisiert im kubischen Zinkblendetyp mit der Raumgruppe F43m (Raumgruppen-Nr. 216).